# Jay Duplass
Jay Duplass, född 7 mars 1973 i New Orleans, är en amerikansk skådespelare, regissör och producent.
Duplass har bland annat medverkat i TV-serierna The Mindy Project (2012–2017) och Percy Jackson och olympierna (2023). Han har även medverkat i filmen Pain Hustlers från 2023.
Han är äldre bror till Mark Duplass som han ofta samarbetat med. Tillsammans driver de produktionsbolaget  Duplass Brothers Productions.

## Filmografi (i urval)
- 2012–2017 – The Mindy Project (TV-serie)
- 2020–2022 – Industry (TV-serie)
- 2022 – Somebody Somewhere (TV-serie) (regi)
- 2023 – Pain Hustlers
- 2023 – The Caine Mutiny Court-Martial
- 2023 – Percy Jackson och olympierna (TV-serie)
- 2025 – Dying for Sex (TV-serie)